# 洮河柳
洮河柳（学名：Salix taoensis）为杨柳科柳属的植物，是中国的特有植物。分布在中国大陆的甘肃、青海等地，生长于海拔1,650米至4,100米的地区，一般生于河岸，目前尚未由人工引种栽培。

## 异名
- Salix taoensis Gorz var. pedicellata C. F. Fang et J. Q. Wang